# Campionati mondiali di karate 2018
La 24ª edizione del campionato mondiale di karate si è svolta al WiZink Center di Madrid, in Spagna, dal 6 all'11 novembre 2018. Questa è stata l'ultima edizione della competizione prima del debutto del karate tra gli sport olimpici che avverrà durante i Giochi di Tokyo 2020.

## Medagliere
| Posiz. | Nazione       | Oro | Argento | Bronzo | Totale |
| ------ | ------------- | --- | ------- | ------ | ------ |
| 1      | Giappone      | 4   | 4       | 2      | 10     |
| 2      | Iran          | 2   | 1       | 4      | 7      |
| 3      | Francia       | 2   | 0       | 0      | 2      |
| 4      | Spagna        | 1   | 3       | 2      | 6      |
| 5      | Italia        | 1   | 1       | 5      | 7      |
| 6      | Germania      | 1   | 1       | 0      | 2      |
| 7      | Azerbaigian   | 1   | 0       | 1      | 2      |
| 8      | Croazia       | 1   | 0       | 0      | 1      |
| 8      | Grecia        | 1   | 0       | 0      | 1      |
| 8      | Polonia       | 1   | 0       | 0      | 1      |
| 8      | Serbia        | 1   | 0       | 0      | 1      |
| 12     | Turchia       | 0   | 2       | 4      | 6      |
| 13     | Brasile       | 0   | 1       | 0      | 1      |
| 13     | Cina          | 0   | 1       | 0      | 1      |
| 13     | Russia        | 0   | 1       | 0      | 1      |
| 13     | Ucraina       | 0   | 1       | 0      | 1      |
| 17     | Egitto        | 0   | 0       | 3      | 3      |
| 18     | Marocco       | 0   | 0       | 2      | 2      |
| 19     | Algeria       | 0   | 0       | 1      | 1      |
| 19     | Austria       | 0   | 0       | 1      | 1      |
| 19     | Bulgaria      | 0   | 0       | 1      | 1      |
| 19     | Cile          | 0   | 0       | 1      | 1      |
| 19     | Hong Kong     | 0   | 0       | 1      | 1      |
| 19     | Kazakistan    | 0   | 0       | 1      | 1      |
| 19     | Slovacchia    | 0   | 0       | 1      | 1      |
| 19     | Svezia        | 0   | 0       | 1      | 1      |
| 19     | Taipei cinese | 0   | 0       | 1      | 1      |
| Totale | Totale        | 16  | 16      | 32     | 64     |

## Podi

### Maschili
| Specialità       | Oro | Argento | Bronzo |
| Kata             | Ryo Kiyuna | Damián Quintero                                                                                               | Ali Sofuoğlu Mattia Busato |
| Fino a 60 kg     | Angelo Crescenzo | Naoto Sago | Darkhan Assadilov Abdessalam Ameknassi |
| Fino a 67 kg     | Steven Da Costa | Vinícius Figueira                                                                                             | Camilo Velozo Hamoun Derafshipour |
| Fino a 75 kg     | Bahman Askari | Luigi Busà | Ken Nishimura Rafael Ağayev |
| Fino a 84 kg     | Ivan Kvesić | Valerij Čobotar                                                                                               | Zabihollah Poursheib Uğur Aktaş |
| Oltre gli 84 kg  | Jonathan Horne | Sajad Ganjzadeh                                                                                               | Babacar Seck Alparslan Yamanoğlu |
| Kata a squadre   | Giappone Arata Kinjo Ryo Kiyuna Takuya Uemura                                                                               | Spagna José Carbonell Sergio Galán Francisco Salazar                                                          | Iran Milad Delikhoun Abolfazl Shahrjerdi Ali Zand Italia Gianluca Gallo Alessandro Iodice Giuseppe Panagia |
| Kumite a squadre | Iran Saleh Abazari Ali Asghar Asiabari Bahman Askari Sajjad Ganjzadeh Saman Heidari Mehdi Khodabakhshi Zabihollah Poursheib | Turchia Uğur Aktaş Erman Eltemur Samed Gök Rıdvan Kaptan Ömer Abdurrahim Özer Burak Uygur Alparslan Yamanoğlu | Giappone Daiki Ando Ryutaro Araga Hideyoshi Kagawa Yuta Mori Ken Nishimura Yusei Sakiyama Rikito Shimada Italia Ahmed El Sharaby Rabia Jendoubi Nello Maestri Luca Maresca Simone Marino Michele Martina Andrea Minardi |

### Femminili
| Specialità       | Oro                                                           | Argento                                                          | Bronzo |
| Kata             | Sandra Sánchez                                                | Kiyou Shimizu                                                    | Grace Lau Viviana Bottaro |
| Fino a 50 kg     | Miho Miyahara                                                 | Serap Özçelik                                                    | Bettina Plank Sara Bahmanyar |
| Fino a 55 kg     | Dorota Banaszczyk                                             | Jana Bitsch                                                      | Wen Tzu-yun Ivet Goranova |
| Fino a 61 kg     | Jovana Preković                                               | Yin Xiaoyan                                                      | Btissam Sadini Giana Farouk |
| Fino a 68 kg     | Irina Zaretska                                                | Viktoria Isaeva                                                  | Lamya Matoub Miroslava Kopúňová |
| Oltre i 68 kg    | Eleni Chatziliadou                                            | Ayumi Uekusa                                                     | Shymaa Abou el-Yazed Hana Antunovic |
| Kata a squadre   | Giappone Saori Ishibashi Mai Mugiyama Sae Taira               | Spagna Marta García Lidia Rodríguez Raquel Roy                   | Italia Sara Battaglia Terryana D'Onofrio Michela Pezzetti Turchia Dilara Eltemur Rabia Küsmüş Gizem Sofuoğlu                                 |
| Kumite a squadre | Francia Léa Avazeri Andréa Brito Leïla Heurtault Laura Sivert | Giappone Natsumi Kawamura Ayaka Saito Mayumi Someya Ayumi Uekusa | Spagna Cristina Ferrer Laura Palacio María Torres Cristina Vizcaíno Egitto Aisha Abdelrahman Shymaa Abou el-Yazed Feryal Ashraf Giana Farouk |